# Сулейман II Арслан-хан
Сулейман II Арслан-хан (д/н — 1056) — останній великий каган Караханідської держави в 1032—1040 роках, 1-й каган Східно-Караханідської держави у 1040—1056 роках. Повне ім'я Шараф ад-Даула Сулейман II Арслан-хан ібн Юсуф. За його панування велика держава розпалася на Західну і Східну частини.

## Життєпис
Походив з гасанідської гілки династії Караханідів. Син великого кагана Юсуфа. У 1032 році спадкував батькові. За рішенням батька віддав братові Мухаммаду у володіння міста Тараз, Ісфіджаб, Шаш. При цьому зберіг за стрийком Шихабом ад-Діном Сулейманом Узген разом з Ферганською областю. Крім того, надав йому титул кадир-хана та доручив боротьбу з іншим стрийком — Алі-тегіном, правителем Бухари і Самарканда.
Ситуація змінилася у 1038 році, коли Шихаб ад-Дін Сулейман загинув у боротьбі з Ібрагімом ібн Насром з Алідської гілки. Останній невдовзі заволодів Бухарою і Самаркандом. У 1040 році володіння Ібрагіма остаточно оформилися у самостійну державу, а Сулейман II Арслан-хан зумів зберегти лише східні землі. Невдовзі проти нього повстав брат Мухаммад, який повалив Сулеймана II 1056 року.